# 3540 Protesilaos
3540 Protesilaos eller 1973 UF5 är en trojansk asteroid i Jupiters lagrangepunkt L4. Den upptäcktes 27 oktober 1973 av den tyske astronomen Freimut Börngen vid Tautenburg-observatoriet. Den är uppkallad efter Protesilaus i den grekiska mytologin.
Asteroiden har en diameter på ungefär 70 kilometer.